# Mpongwe Mission Hospital
Mpongwe Mission Hospital är ett privat sjukhus i Mpongwe i Copperbelt Province i Zambia, som grundades som en missionsstation 1931 av Fribaptistsamfundet i Sverige. Mpongwe ligger omkring 60 kilometer sydväst om staden Luanshya. 
Fribaptistsamfundet tog ett beslut om att grunda en missionsstation i Mpongwe på sitt landsmöte i Lindesberg 1930, efter att missionären Anton Johansson och en kollega från Portugisiska Östafrika, nuvarande Moçambique, rekognoserat förutsättningarna och fått tillstånd av den lokala lambahövdingen Lesa. Missionen grundades under andra halvåret 1931 av Anton Johansson, hans fru Signe och Elsa Borg, efter en kort tid på South African Baptist Missionary Societys år 1914 grundade missionsstation Kafulafuta i nuvarande Masaiti District.
Från slutet av 1940-talet till 1970-talet bedrevs primärsjukvård med sjukvårdsutbildad personal från Fribaptistsamfundet. År 1948 kom en barnmorska från Sverige dit och 1951 en sjuksköterska. År 1958 byggdes en större klinik med 40 bäddplatser, och verksamheten uppgraderades till ett hälsocenter. År 1973 fick verksamheten sin första bosatta läkare med Gunnar Holmgren (född 1944). Denne föddes och växte upp i Mpongwe, som son till missionärsparet Enar och Anna Holmgren. 
Nuvarande sjukhus invigdes 1978. Det byggdes 1975–1978 av Fribaptistsamfundet med svensk statlig finansiering genom SIDA. Sjukhuset har fem vårdavdelningar med sammanlagt 90 bäddar och tar emot omkring 40 000 patienter per år i öppenvård.
År 2007 överfördes ägandeskapet från Evangeliska Frikyrkan i Sverige till Mpongwe Baptist Association i Mpongwe. Sjukhuset fungerar som ett av två distriktssjukhus i Mpongwe District, ett landsbygdsområde med ungefär 110.000 invånare.